# Vozera Pavulskaje
Vozera Pavulskaje (vitryska: Возера Павульскае, ryska: Ozero Paul’skoye) är en sjö i Belarus.   Den ligger i voblasten Vitsebsks voblast, i den norra delen av landet, 170 km nordost om huvudstaden Minsk. Vozera Pavulskaje ligger 124 meter över havet. Arean är 7,8 kvadratkilometer. Den sträcker sig 5,4 kilometer i nord-sydlig riktning, och 4,3 kilometer i öst-västlig riktning.
Omgivningarna runt Vozera Pavulskaje är en mosaik av jordbruksmark och naturlig växtlighet. Runt Vozera Pavulskaje är det glesbefolkat, med 13 invånare per kvadratkilometer.